# Eschenbach (Bayerbach)
Der Eschenbach, im Oberlauf Kronwinkelbach ist ein Fließgewässer im nördlichen Ammergebirge.

## Geographie
Der Eschenbach entsteht als Oberlauf Kronwinkelbach an der Nordseite des Klammspitzgrates beim Jaufen. Dort sammelt er zunächst weiter Zuflüsse im Kronwinkelmoos.
Im weiteren nordwärtigen Verlauf nimmt er von links den Wassergraben auf, welcher selbst bei der Wasserscheide im Osten entsteht. Ab diesem Punkt wird das Gewässer Eschenbach genannt. Der weitere Verlauf ist ostwärtig bis zur Mündung in den Bayerbach.

## Galerie

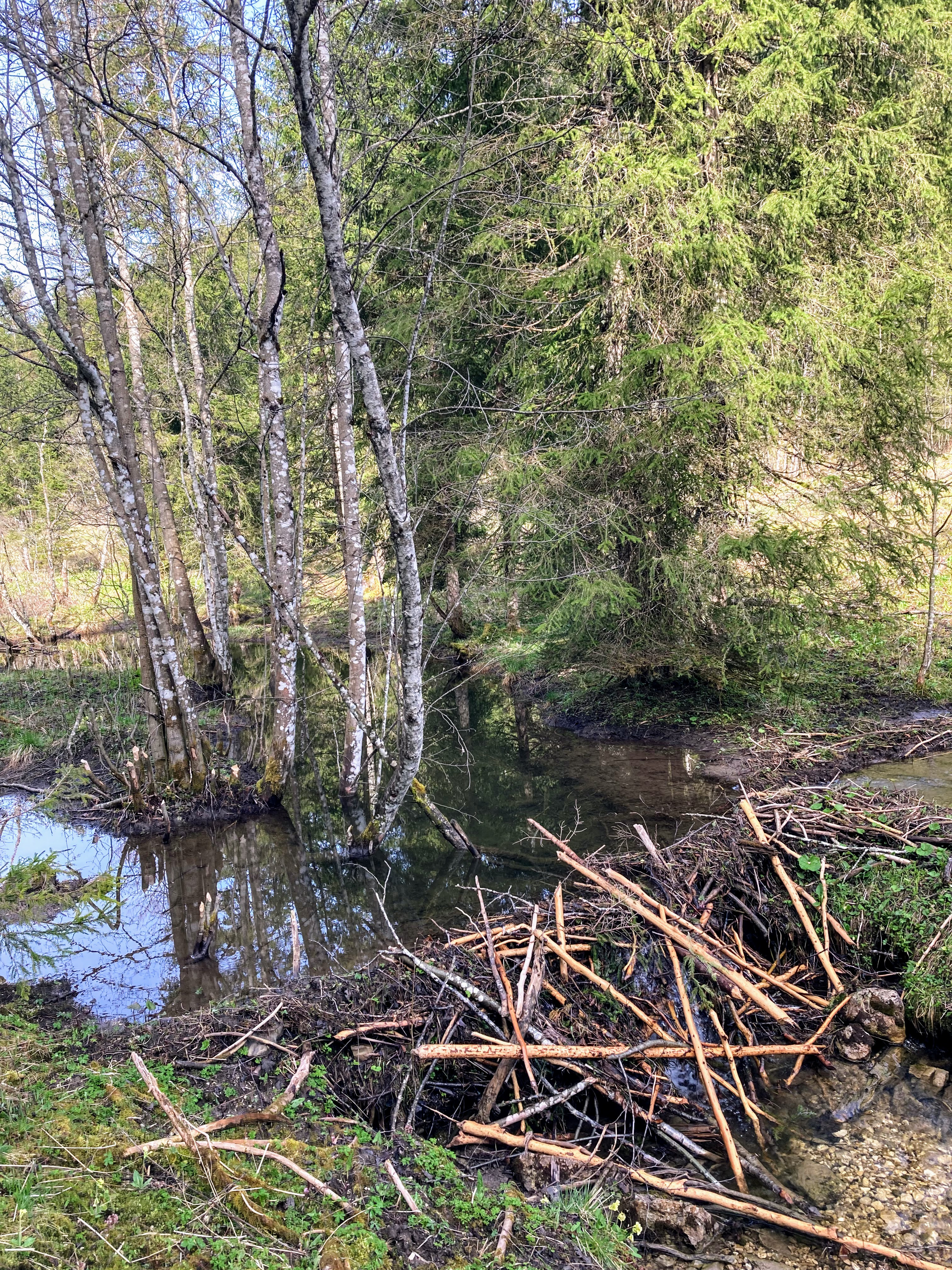
Biberdamm im Wassergraben
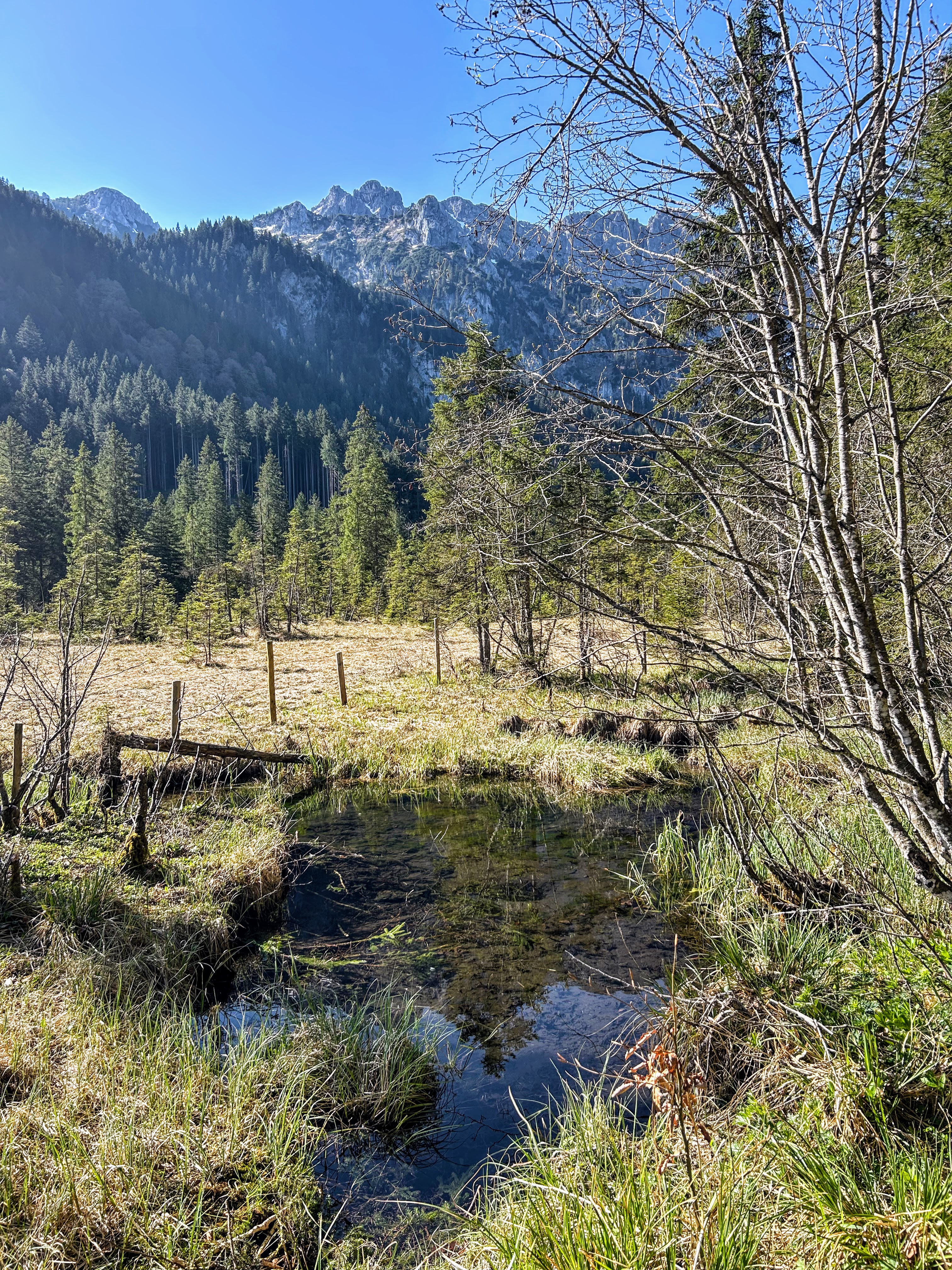
Quelltopf des Kronwinkelbachs im Kronwinkelmoos